# Carcelia evolans
Carcelia evolans là một loài ruồi trong họ Tachinidae.